# Jeff Piccard
Jeff Piccard (* 16. Dezember 1976 in Les Saisies) ist ein ehemaliger französischer Skirennläufer. Seine stärkste Disziplin war der Riesenslalom. Die Geschwister Franck, John, Leila, Ian und Ted waren ebenfalls Skirennläufer.

## Karriere
Den ersten großen Erfolg hatte Piccard bei den Juniorenweltmeisterschaften im März 1995, als er die Bronzemedaille im Riesenslalom gewann. Im Europacup konnte er insgesamt achtmal auf das Podest fahren und zwei Siege feiern, in der Saison 1997/98 erreichte er damit den fünften Gesamtrang. Sein Debüt im Weltcup hatte Piccard am 25. November 1996 im Riesenslalom von Park City, wo er auf Anhieb Platz elf erreichte. Dieses Resultat blieb auch sein bestes im Weltcup, zweimal konnte er sich danach noch unter den besten 15 platzieren. Sein letztes Rennen im Skiweltcup fuhr er am 4. Dezember 2004 und ging danach noch bei einigen FIS-Rennen und bei den französischen Meisterschaften 2005 an den Start. Seine einzige Teilnahme bei Weltmeisterschaften blieb ergebnislos, in St. Anton 2001 schied er im ersten Durchgang des Riesenslaloms aus.

## Erfolge

### Weltcup
- 3 Platzierungen unter den besten 15

### Europacup
Disziplinenwertungen:
- 1996/97: 6. Gesamtwertung, 5. Super-G, 6. Riesenslalom
- 1997/98: 5. Gesamtwertung, 5. Riesenslalom, 10. Abfahrt
- 1998/99: 9. Riesenslalom
- 2000/01: 6. Super-G, 8. Riesenslalom

Insgesamt 8 Podestplätze, davon 2 Siege:
| Datum           | Ort         | Land       | Disziplin |
| --------------- | ----------- | ---------- | --------- |
| 29. Januar 1998 | Megève      | Frankreich | Abfahrt   |
| 14. März 2001   | Piancavallo | Italien    | Super-G   |

### Juniorenweltmeisterschaften
- Voss 1995: 3. Riesenslalom, 18. Abfahrt

### Weitere Erfolge
- Französischer Vizemeister im Riesenslalom 1998
- 8 Siege in FIS-Riesenslaloms